# Kamień (gmina w województwie poznańskim)
Kamień – dawna gmina wiejska istniejąca do 1954 roku w woj. łódzkim i poznańskim. Siedzibą władz gminy był Kamień.
W okresie międzywojennym gmina Kamień należała do powiatu kaliskiego w woj. łódzkim. 1 kwietnia 1938 roku gminę wraz z całym powiatem kaliskim przeniesiono do woj. poznańskiego.
Po wojnie gmina zachowała przynależność administracyjną. Według stanu z dnia 1 lipca 1952 roku gmina składała się z 15 gromad: Beznatka, Dembe, Dembe kol., Florentyna, Kamień, Kobierno, Koźlątków, Kuszyn, Młynisko, Morawin, Podzborów, Przedzeń, Rożdżały, Szadek i Szadykierz.
Jednostka została zniesiona 29 września 1954 roku wraz z reformą wprowadzającą gromady w miejsce gmin. Po reaktywowaniu gmin z dniem 1 stycznia 1973 roku gminy Kamień nie przywrócono, a jej dawny obszar wszedł w skład gmin: Ceków-Kolonia, Żelazków, Lisków i Koźminek w tymże powiecie i województwie.